# Žamberk
Žamberk (německy Senftenberg) je město na východě Čech v okrese Ústí nad Orlicí v Pardubickém kraji. Leží v podhůří Orlických hor. Město je rozloženo v údolí řeky Divoké Orlice i na okolních svazích. Žije zde přibližně 5 900 obyvatel. V nejbližší aglomeraci, kterou město vytváří společně s přilehlými obcemi (Dlouhoňovice, Helvíkovice, Lukavice a Líšnice), však žije cca 9 300 obyvatel. Město je administrativním, obchodním, školským i přirozeným spádovým centrem žamberského mikroregionu, který čítá okolo 29 tisíc obyvatel. V období let 1850–1960 byl Žamberk okresním městem, po socialistické správní reformě statut okresního města převzalo nedaleké Ústí nad Orlicí (jádro žambereckého regionu) a Rychnov nad Kněžnou (západní část Žamberecka). Do roku 1989 byly městskými částmi přiléhající obce Dlouhoňovice a Helvíkovice, které se následně po revoluci osamostatnily.
V roce 1995 bylo historické jádro města prohlášeno městskou památkovou zónou. Město je také turistickým východiskem do jižní části Orlických hor i jejich podhůří. Západně od města se nachází veřejné vnitrostátní letiště (sportovní letiště). Na východním okraji je sportovně rekreační areál Pod Černým lesem.

## Historie
Nejstarší doložená zmínka o Žamberku je na listině, kterou v roce 1332 zbraslavský opat prodával lanškrounskou rychtu jakémusi Tyczkovi (Tyčkovi) ze Žamberka. Lanšperský hrad i celé lanškrounské panství byly tehdy v držení zbraslavského kláštera.

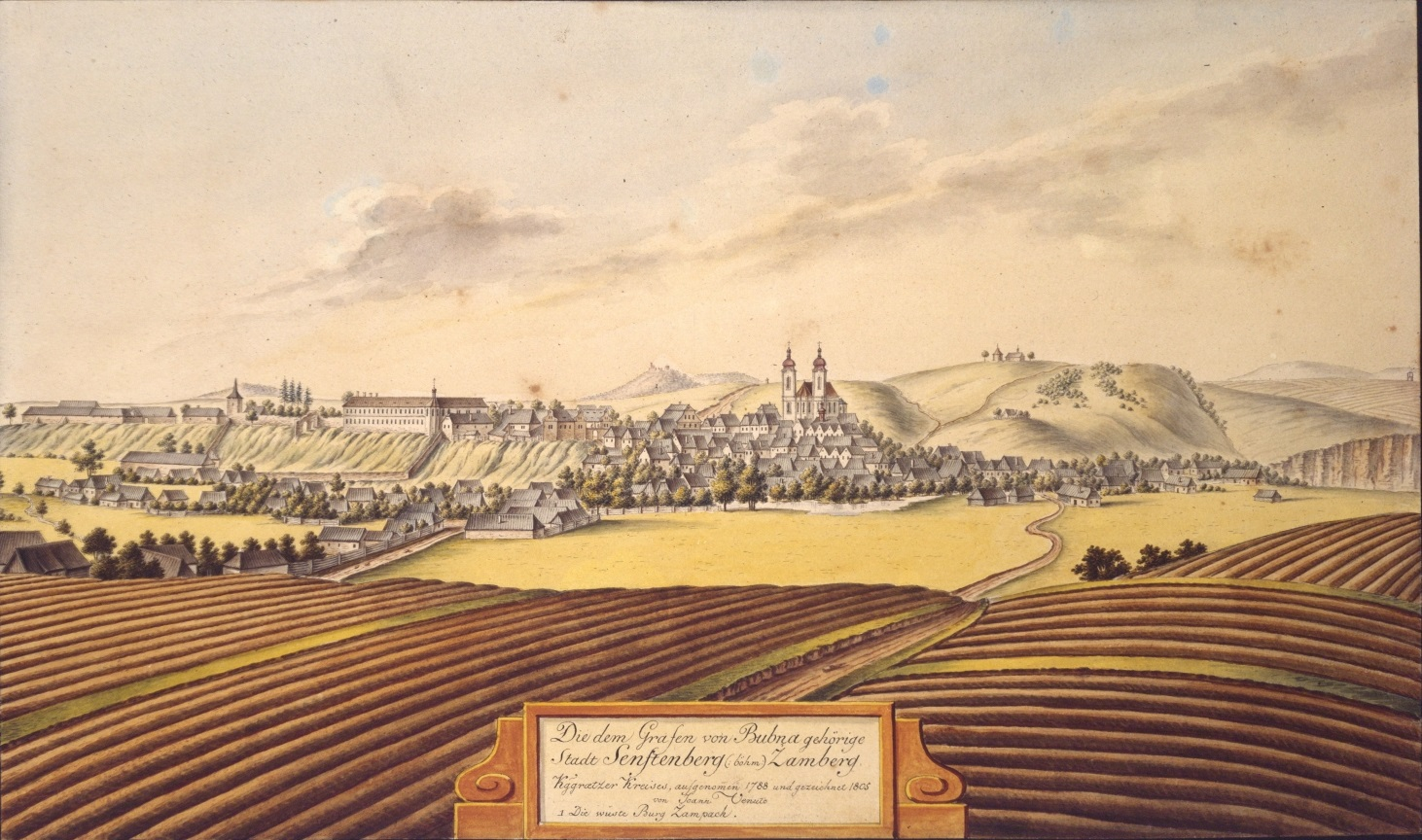
Město Žamberk, kresba Johanna Venuta z roku 1805

Za vlády králů Přemysla Otakara I., Václava I. a Přemysla Otakara II. byly ve východních Čechách založeny nové hrady a osady. V těch dobách byly založeny hrady Lanšperk, Žampach, Litice, Potštejn a další. Kolonizátoři založili města a vesnice, které dnes známe jako Rychnov nad Kněžnou, Rokytnice v Orlických horách, Vamberk, Slatina nad Zdobnicí, Pěčín, Kunvald, Ústí nad Orlicí, Lanškroun, nebo Letohrad. Přesný rok založení těchto hradů a obcí však není znám, ale předpokládá se, že v těchto dobách byl založen německými kolonisty i Žamberk. Je dost možné, že v místech, kde vyrostlo německé město Žamberk, byla již dříve rolnická osada slovanská. Nové německé obyvatelstvo přineslo do nově založeného města řemesla a také německé městské uspořádání, v čele města byl rychtář. V různých listinách se město psalo různě: Senftinberg, Semftenberg, Senftenberg nebo Zenftenberg. Na konci 14. století se město vlivem okolního slovanského obyvatelstva počeštilo, protože v těch dobách se v listinách objevuje počeštěné jméno Žamberk.
O rozdělení města Žamberk na litickou a žampašskou polovinu se zmiňuje již listina z roku 1365, o které psal profesor August Sedláček, že je uložena ve vídeňském c. k. dvorním archivu. Na litické straně se vystřídalo několik majitelů od Jana z Lichtenburka v roce 1356 přes Jiřího z Poděbrad (1450–1471) až po Mikuláše z Bubna (1575). Majiteli žampašské poloviny byli např. Čeněk Žampach z Potštejna (1367), Burian Trčka z Lípy (1513) a Mikuláš z Bubna.
V 16. a v 17. století sužovaly Žamberk a okolí požáry, ale také různé nemoci a v letech 1555, 1585, 1595 a 1633 morové epidemie.

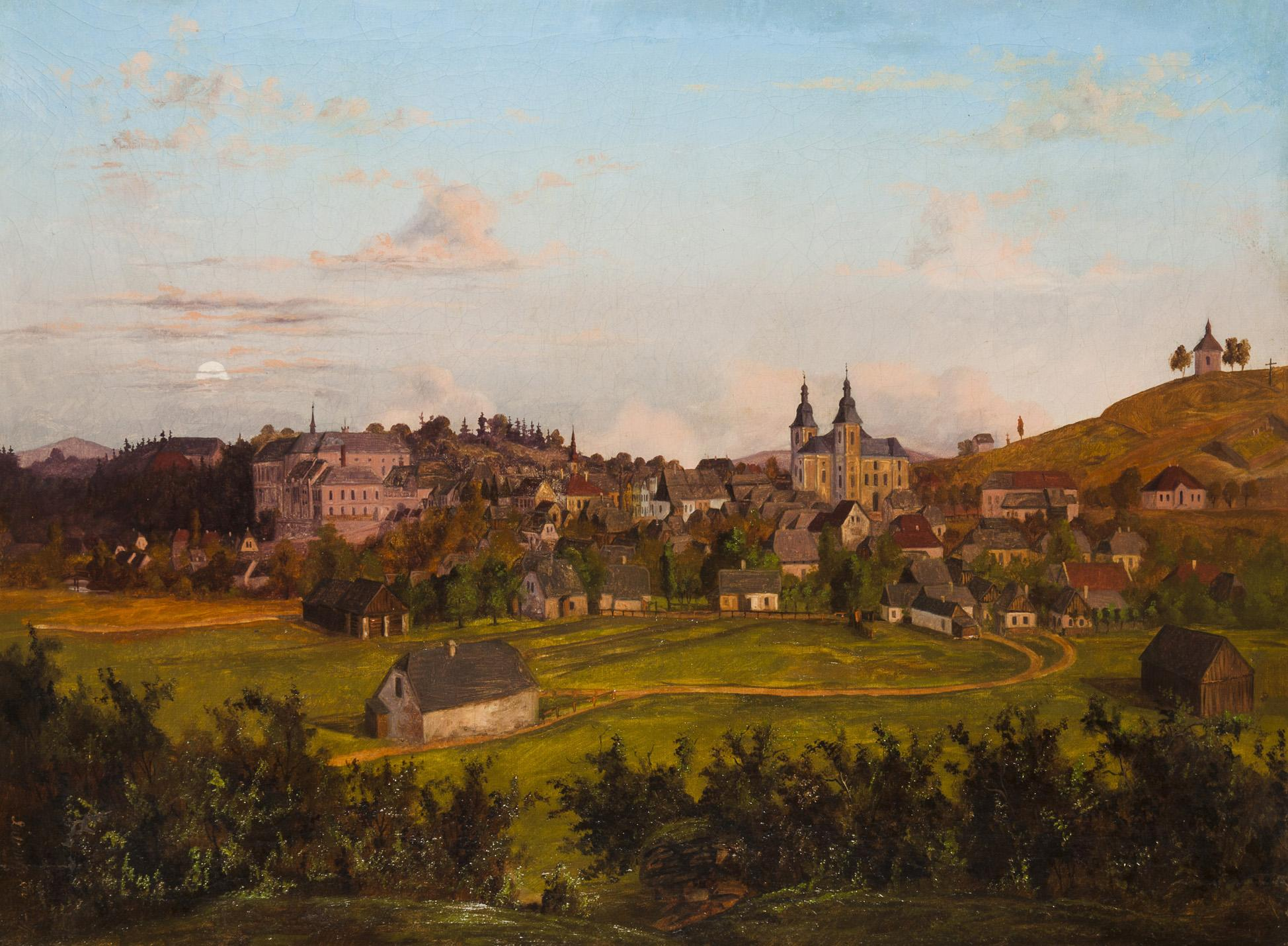
Žamberk v roce 1874

Mikuláš z Bubna (1552–1608) roku 1575 obě poloviny Žamberka spojil a rozhodl se pak pro stavbu zámku, který byl dokončen před rokem 1600. Žamberk se stal sídelním městem žamberského panství, které majitelé z rodu Bubnů vlastnili až do roku 1809. Město postupně získalo různá práva a privilegia: vedle práva mílového, várečného a trhového to bylo právo útrpné, právo odúmrti a právo obchodovat se solí. Neblahé bylo pro Žamberk období třicetileté války, kdy bylo požárem zničena téměř polovina domů a v roce 1643 vyhořel během nájezdů Švédů také žamberský zámek. O jeho obnovu a barokní přestavbu se zasloužil František Adam z Bubna a Litic (1644–1711). Nechal okolí zámku upravit na zahradu, od města byl zámek oddělen zdí.
Další členové rodu Bubnů již o zámek příliš nepečovali, takže v průběhu 18. století chátral. Zato byly v roce 1729 položeny základy k přestavbě kostela sv. Václava, která byla dokončena roku 1738.
V období slezských válek (1740–1742 a 1744–1745) byl Žamberk několikrát obsazen habsburskými i pruskými vojsky.
V roce 1809 koupil zadlužené žamberské panství od hraběnky Anny Karolíny z Bubna za 600 000 zlatých hrabě Weriand Alfred Windischgrätz (1790–1867), který nechal zámek upravit rokokově; park byl upraven v anglickém stylu. Už v roce 1815 ale získal panství John Parish (1774–1858), známý jako mecenáš vědy a umění. V roce 1844 si zřídil v Žamberku hvězdárnu, v níž od roku 1847 pracoval dánský hvězdář Theodor Brorsen. Johnův nástupce George Parish (1807–1881) hvězdárnu zrušil, v roce 1866 nechal upravit zámecké interiéry a také zmodernizovat hospodářské budovy, především pivovar. V roce 1869 také získal panství Brandýs a Žampach.
V 19. a 20. století vznikla v Žamberku řada průmyslových podniků, ale spíše malé nebo střední velikosti. K největším z nich patřila továrna na sukna Vonwiller a spol., dále textilní továrna Žid a spol. a velkostatek Parishů se zámeckým pivovarem.

## Hospodářství a průmysl

### Historie
Textilní průmysl a pivovarnictví
Prvním průmyslovým podnikem v Žamberku byla továrna na sukna Vonwiller a spol., kterou postavil a v roce 1834 otevřel Mikuláš Vonwiller, na základě veřejné soutěže vypsané baronem Johnem Parishem. Továrna byla dlouho jediným textilním podnikem ve městě, nepočítaje menší provozovny a domácí tkalce, kteří dodávali své zboží faktorům. Druhou textilní továrnu Jindřich Žid a spol., postavil a v roce 1908 otevřel hronovský obchodník s textilem, Jindřich Žid.
V roce 1866 byly přestavěny a zmodernizovány hospodářské budovy panského (zámeckého) pivovaru na prvním zámeckém nádvoří v centru města. Počátky pivovaru však sahají až do 17. století. V roce 1927 byla výroba piva v zámeckém pivovaru ukončena a nahrazena výrobou likérů, později, v 2. pol. 20. stol. se zde dokonce vyráběla vína (ČVZ). V současné době areál bývalého pivovaru a sladovny chátrá. Podařilo se obnovit výrobu piva v jiných prostorách, v Žamberku jsou provozovány dva minipivovary (Kanec a Jelen).

### Současnost
- Agro Žamberk
- Agrokonzulta Žamberk, Klostermanova 1258
- Bühler CZ
- MECAWEL spol. s r.o.
- ZEZ SILKO
- GAF s.r.o.
- Šmídl s.r.o.
- Minipivovar Kanec
- Minipivovar Jelen
- Dřevomateriál, s.r.o.
- RWA Czechia, s.r.o. (silo Žamberk)
- BSGuitars - zakázková výroba kytar
- Dibaq a.s.

## Obyvatelstvo
| Rok            | 1869  | 1880  | 1890  | 1900  | 1910  | 1921  | 1930  | 1950  | 1961  | 1970  | 1980  | 1991  | 2001  | 2011  | 2021  |
| -------------- | ----- | ----- | ----- | ----- | ----- | ----- | ----- | ----- | ----- | ----- | ----- | ----- | ----- | ----- | ----- |
| Počet obyvatel | 3 353 | 3 664 | 3 678 | 3 425 | 3 641 | 3 702 | 4 323 | 4 170 | 4 417 | 4 605 | 5 366 | 5 864 | 6 153 | 6 092 | 5 788 |
| Počet domů     | 475   | 524   | 490   | 503   | 530   | 570   | 717   | 805   | 747   | 807   | 938   | 1 138 | 1 160 | 1 285 | 1 348 |

## Doprava
- Železniční trať č. 021 Hradec Králové – Týniště nad Orlicí – Žamberk – Letohrad (nádraží Žamberk v katastru sousední obce Dlouhoňovice)
- Silnice I/11 Hradec Králové – Žamberk – Šumperk – Bruntál – Opava – Ostrava – Český Těšín – Mosty u Jablunkova
- silnice II/310 Olešnice v Orlických horách – Deštné v Orl. horách – Rokytnice v Orl. horách – Žamberk – Letohrad
- silnice II/312 Choceň – Žamberk – Králíky – Hanušovice
- veřejné vnitrostátní letiště Žamberk

Železniční stanice Žamberk na tratí Týniště nad Orlicí – Letohrad se nachází na jihozápadním okraji města zhruba dva kilometry od centra. V GVD 2022/2023 zde mezi Týništěm a Letohradem bylo provozováno denně třináct párů osobních vlaků. Přímo v centru města, necelých 500 metrů od Masarykova náměstí a přibližně 300 metrů od kostela sv. Václava, je autobusové nádraží. V areálu nádraží je celkem osm stanovišť linek č. 202, 241, 294, 700902, 700963, 700970, 700980, 700902 a 700982, zajišťujících spojení do různých destinací v okrese Ústí nad orlicí i mimo něj (např. do Rokytnice v Orlických horách, Jablonného nad Orlicí, Letohradu, Doudleb nad Orlicí, Bartošovic v Orlických horách, Lichkova a Králík, Rychnova nad Kněžnou atd.). Staví zde také prázdninová linka č.  681947, která zajišťuje spojení cyklobusem v trase Litomyšl - Vysoké Mýto - Choceň - Neratov - Deštné v Orlických horách, Šerlich.

## Školství

### Mateřské školy
- MŠ Sluníčko Žamberk
- MŠ Čtyřlístek Žamberk
- MŠ Erudio (web)
- Rodinné centrum a Dětská skupina Maceška

### Základní školy
- ZŠ Žamberk (web)
- ZŠ Žamberk (web)
- ZŠ Erudio Orlicko (web)
- Speciální střední škola a základní škola Žamberk (web)
- Základní umělecká škola Petra Ebena (web)
- Středisko volného času ANIMO, Žamberk

### Střední školy
- Gymnázium Žamberk (web)
- Speciální střední škola a základní škola Žamberk
- Střední škola gastronomická a technická Žamberk

## Kultura

### Muzea
- Městské muzeum
- Památník Prokopa Diviše
- Muzeum starých strojů (web)
- Hasičské muzeum (SDH Žamberk)
- Památník odboje Žamberk

### Divadlo
- Divišovo divadlo
- Ochotnické divadlo Žamberk

### Knihovna
- Městská knihovna

### Církev
- Římskokatolická farnost – děkanství Žamberk[12]
  - Seznam farářů u sv. Václava v Žamberku
- Církev československá husitská[13]

## Zdravotnictví
- Podorlická poliklinika Žamberk
- Albertinum OLÚ Žamberk

## Pamětihodnosti
- Albertova vila – v areálu léčebny Albertinum
- Dům čp. 580
- Budova okresního hejtmanství a okresního soudu – v současnosti ZŠ Žamberk
- Českobratrská barvírna a kovárna
- Gutova zahrada v Žamberku
- Divišovo divadlo
- Kaple svaté Anny – ulice U kapličky
- Kaple svaté Rozálie – na Rozálce/ Kapelském vrchu, dříve zvaném Wachtberg
- Karlovice (475 m) – kopec který využil Karel IV. při obléhání hradu Žampach
- Kašna se sousoším Kentaura a Nymfy od Františka Rouse – Masarykovo náměstí
- Kostel svatého Václava – ulice Kostelní
- Mariánský sloup – Masarykovo náměstí
- Městský hřbitov v Žamberku – ulice Československé armády
- Orlická kasárna
- Panský dům – Masarykovo náměstí
- Památná lípa u Žamberka
- Pamětní deska výsadkové operace Barium – v části Polsko na domě rodiny Žabkových
- Pomník Bedřicha Havleny – Vojáčkovy sady
- Pomník obětem I. světové války – Vojáčkovy sady
- Pomník obětem II. světové války – náměstí Generála Knopa
- Radnice se starou hasičskou zbrojnicí – Masarykovo náměstí
- Synagoga – dnes kostel Československé církve husitské.
- Špitál svaté Kateřiny – ulice Československé armády
- Trundorf – zaniklá osada
- Tyršova rozhledna na vrchu Rozálka (468 m)
- Vojáčkovy sady – parčík naproti budově bývalého okresního hejtmanství
- Zámek Žamberk
- Židovský hřbitov – ulice Československé armády

## Osobnosti
- Prokop Diviš (1698–1765) – český kněz, přírodovědec a konstruktér bleskosvodu
- Josef Jan Šarapatka (1731–1795) – hudební skladatel
- Karel František Rafael (1795–1864) – český kontrabasista a hudební skladatel působící v zahraničí
- Karel Brantl (1801–1871) – český stavitel, malíř a grafik
- Jan Ferdinand Mazura (1802–1873) – obchodník, hudebník 1843–1850 zastával úřad představeného města
- Theodor Brorsen (1819–1895) – dánský astronom a botanik
- Woldemar Richard Mazura (1838–1900) – obchodník, okresní starosta, amatérský fotograf
- Jan Janouš (1824–1888) – rakouský politik české národnosti, poslanec Českého zemského sněmu, starosta Litomyšle
- Eduard Albert (1841–1900) – univerzitní profesor a chirurg na klinice ve Vídni, spisovatel, historik, autor „Pamětí žamberských“
- Karel Chotovský (1842–1897) – děkan, spoluautor „Pamětí žamberských“
- Václav F. Kumpošt (1843–1874) – zakladatel časopisu Vesmír
- Josef Reinsberg (1844–1930) – český lékař, profesor soudního lékařství, panský lékař a ordinář v Kateřinské nemocnici v Žamberku
- August Seydler (1849–1891) – fyzik, filozof, matematik a univerzitní profesor
- František Albert (1856–1923) – lékař a spisovatel
- Tereza Svatová (1858–1940) – spisovatelka
- Jan Vilímek (1860–1938) – malíř, autor portrétů celebrit z poslední čtvrtiny 19. století
- Kateřina Thomová (1861–1952) – význačná představitelka žambereckého ochotnického divadla a zakladatelka žambereckého muzea
- Lubor Niederle (1865–1944) – antropolog
- Jan Hejčl (1868–1935) – ř. k kněz, ThDr., profesor na teolog. f. v Olomouci, 5x děkan teologické fakulty v Olomouci, spisovatel, významný překladatel Starého a Nového zákona
- František Rous (1872–1936) – akademický sochař
- Josef Rous (1874–1942) – řezbář, autor oltářů, rámů, lustrů a náročného mobiliáře
- Jaroslav Charfreitág (1877–1937) – restauratér, fotograf, vynálezce a cestovatel
- Karel Šviha (1877 – 1937) – český právník, soudce okresního soudu v Žamberku a politik, poslanec Českého zemského sněmu a Říšské rady. Z politiky odešel v roce 1914 po skandálu spolupráce s rakouskou policií (Švihova aféra)
- Josef Ježek (1884–1969 Praha) – český generálmajor četnictva a politik, ministr vnitra v protektorátní vládě Aloise Eliáše
- Bedřich Havlena (1888–1918) – italský legionář popravený za 1. světové války v rakouském zajetí
- Božena Kuklová-Štúrová (1893–1977) – česká lékařka působící na Slovensku
- Jindřich Merganc (1889–1974) – architekt
- Miroslav Hajn (1894–1963) – letecký konstruktér a profesor Katedry přesné mechaniky na ČVUT v Praze
- Čeněk Doleček (1898–1944) – odbojář z období druhé světové války a oběť nacismu.
- František Šašek (1903–1995) – pedagog, hudebník, divadelní ochotník, sběratel lidových písní, malíř a karikaturista
- Josef Knop (1909–1966) – příslušník Československé armády v zahraničí, generál in memoriam
- Oldřich Marek (1911–1986) – pedagog, československý entomolog
- Jiří Faltus (1911–1993) – umělecký knihař, čestný občan města „in memoriam“
- Pavel Kohn-Kubín (1913–1944) – příslušník 311. československé bombardovací perutě RAF
- Jan Černý (1914–1939) – český student a studentský funkcionář popravený nacisty 17. listopadu 1939
- Bohuslav Ungrád (1918–1997) – český a československý politik KSČ, poslanec České národní rady a Sněmovny národů Federálního shromáždění
- Jan Hus Tichý (1921–2000) – český dirigent, hudební skladatel a překladatel libret
- Eduard Landa (1926–2006) – malíř
- Petr Eben (1929–2007) – český skladatel soudobé vážné hudby
- Jiří Šašek (1930–1996) – český herec
- Josef Jindra (1936–2016) – mistr sportu v letecké akrobacii
- Jiří Fogl (1940–2022) – umělecký knihař, čestný občan města
- Milan Maryška (1943–2002) – filmový dokumentarista, režisér a fotograf
- Tereza Hlavsová (1986–2006) – biatlonistka, mistryně světa juniorek

### Čestná občanství
- Josef Reinsberg (1844–1930)
- Tomáš Garrigue Masaryk (1850–1937)
- Karel Vojáček (politik) (1855–1935)
- František Šašek (1903–1995)
- Jiří Faltus (1911–1993)
- Petr Eben (1929–2007)
- Jiří Fogl (1940–2022)

## Partnerská města
- Fresagrandinaria, Itálie
- Miharu, Japonsko
- Nowa Sól, Polsko
- Püttlingen, Německo
- Rice Lake, Spojené státy americké
- Saint-Michel-sur-Orge, Francie
- Senftenberg, Německo
- Senftenberg, Rakousko
- Veszprém, Maďarsko

## Fotogalerie

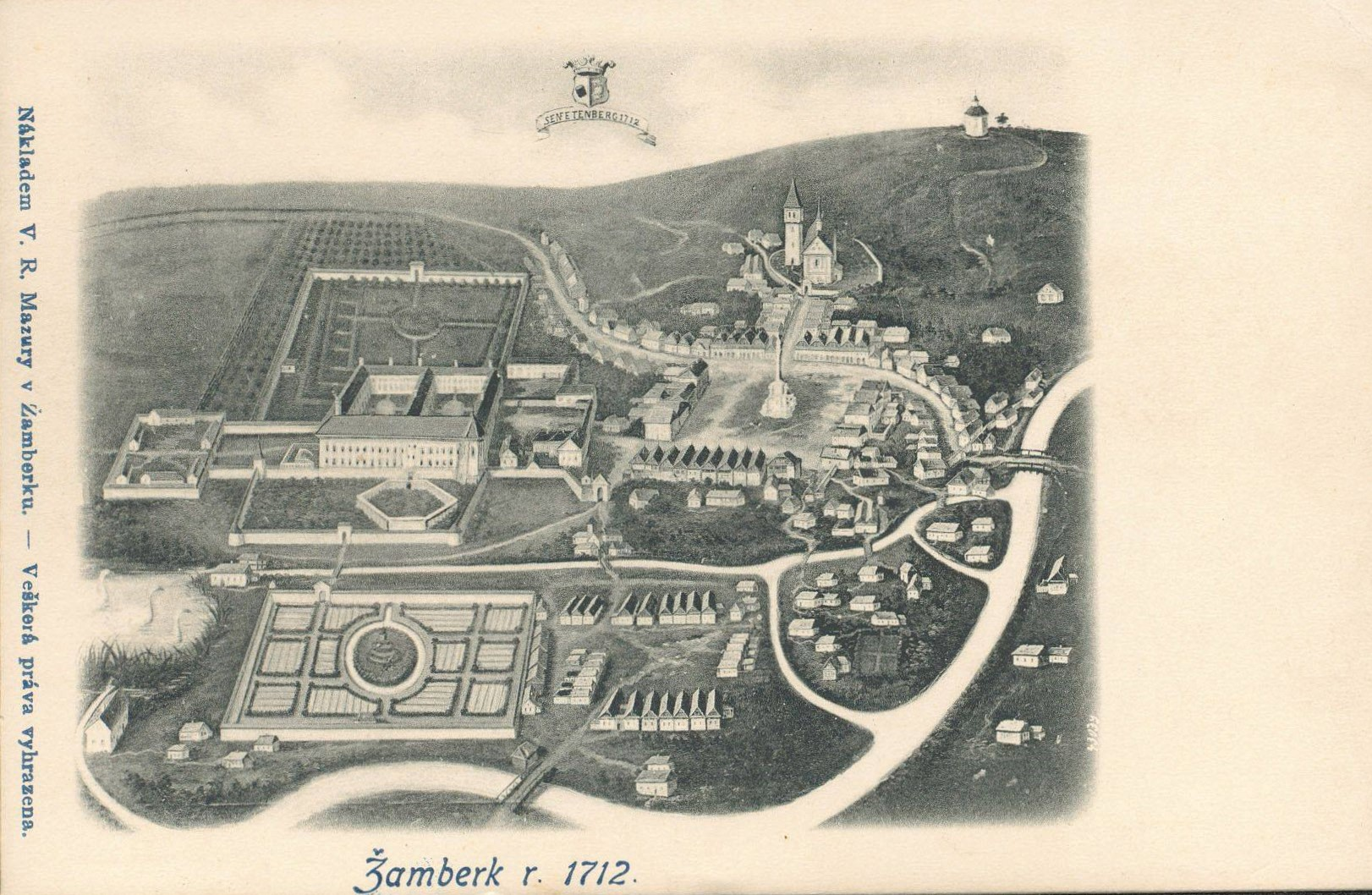
Žamberk v roce 1712
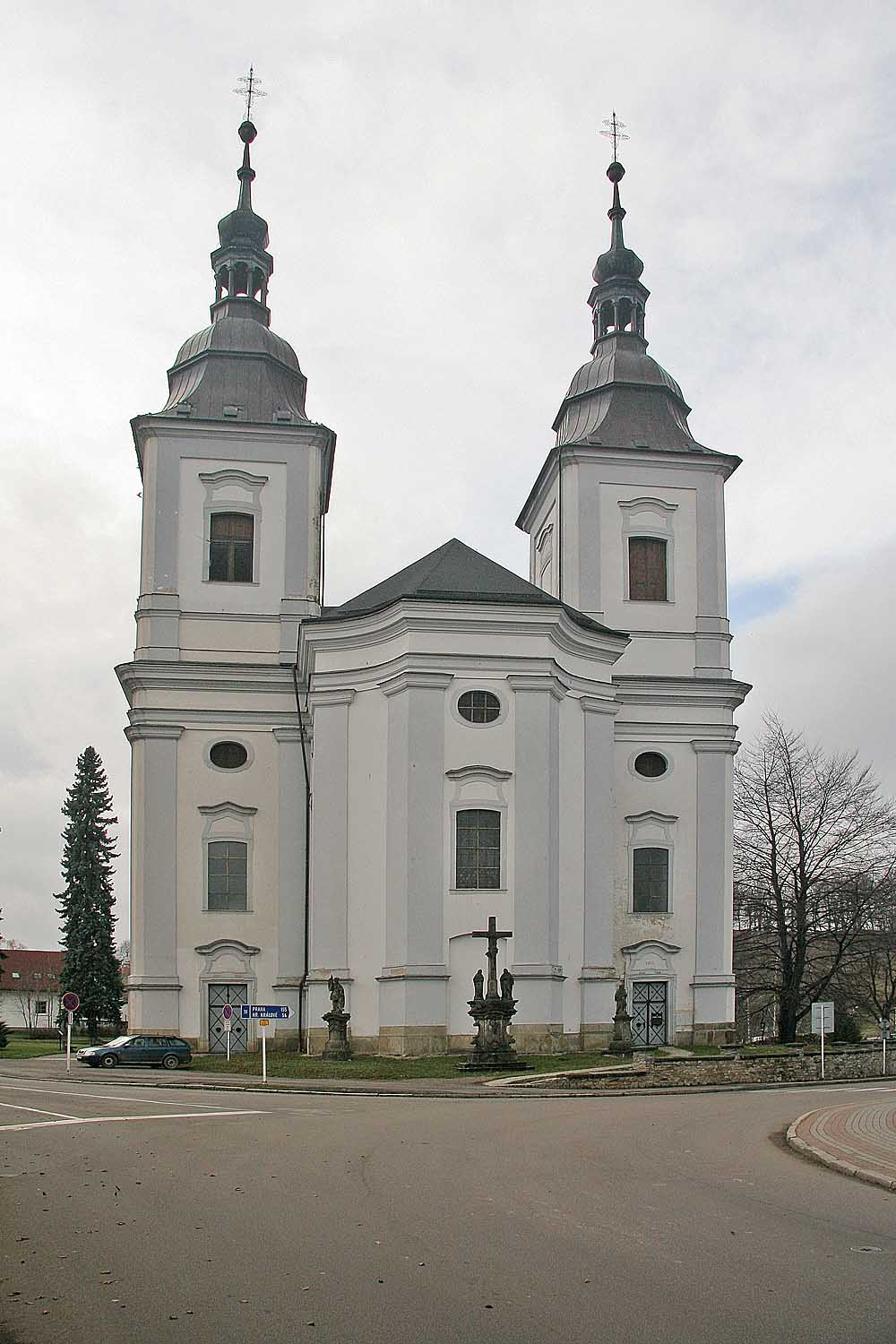
Kostel Svatého Václava v Žamberku
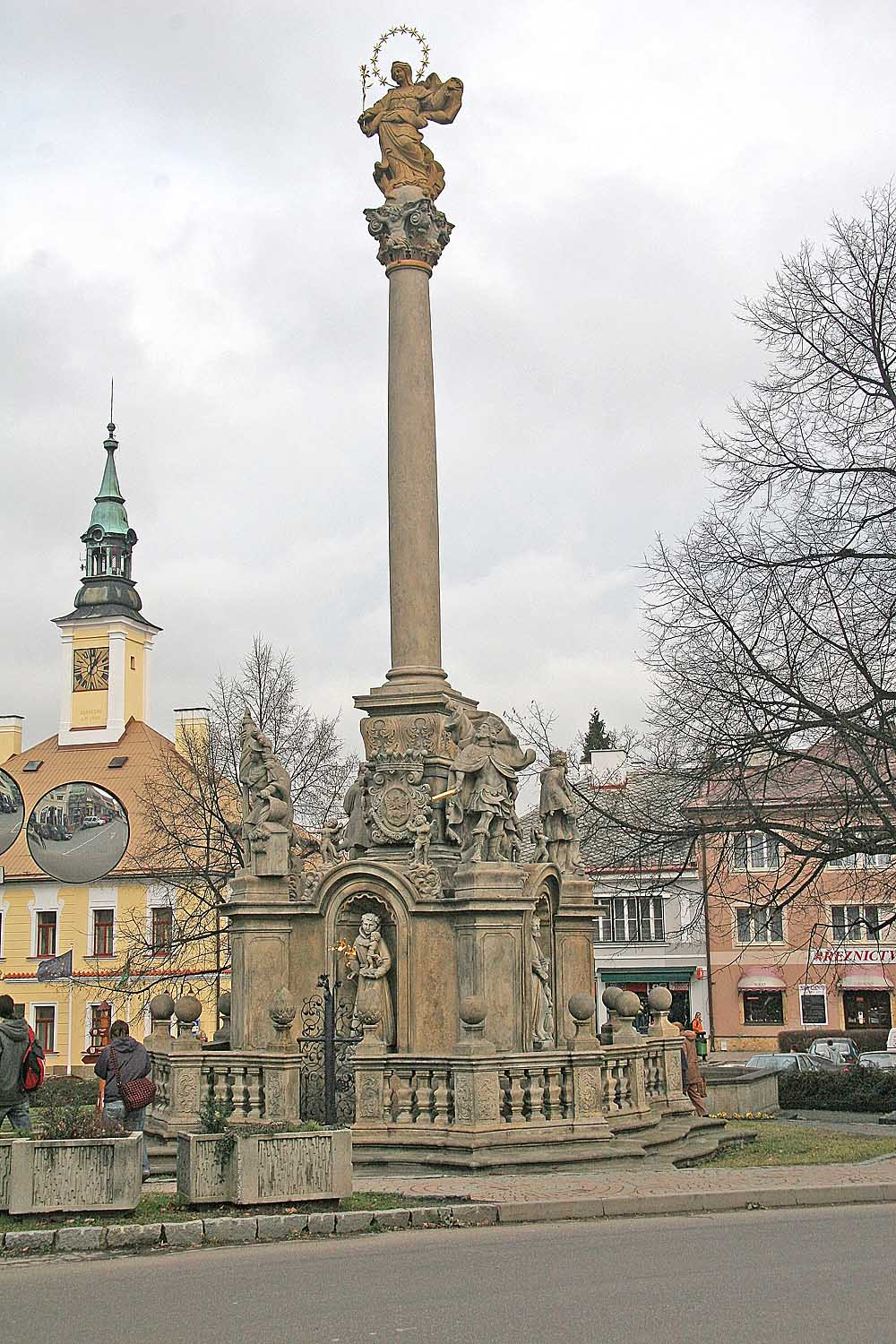
Mariánský sloup na náměstí v Žamberku
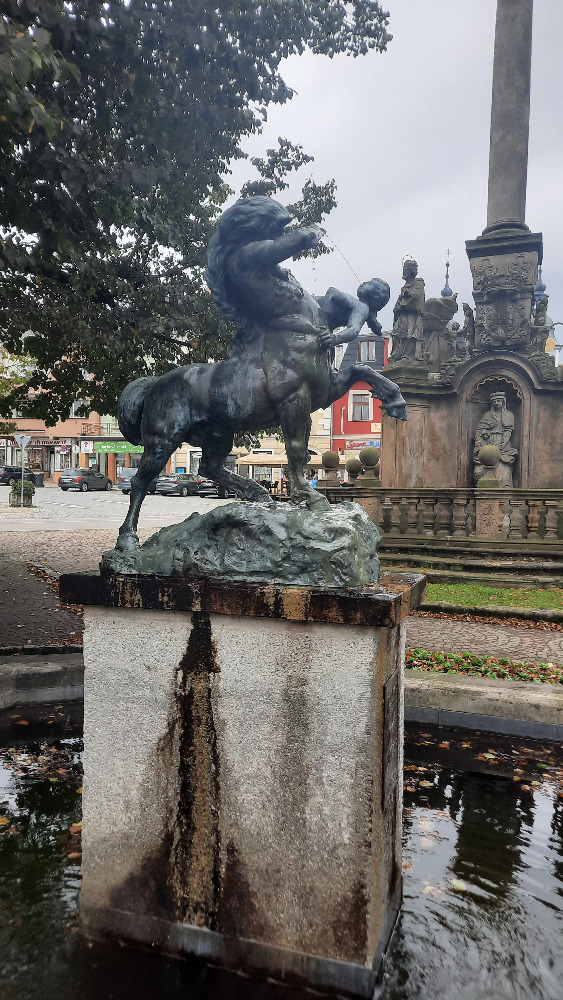
Kašna se sousoším Kentaura a Nymfy na Masarykovo náměstí v Žamberku
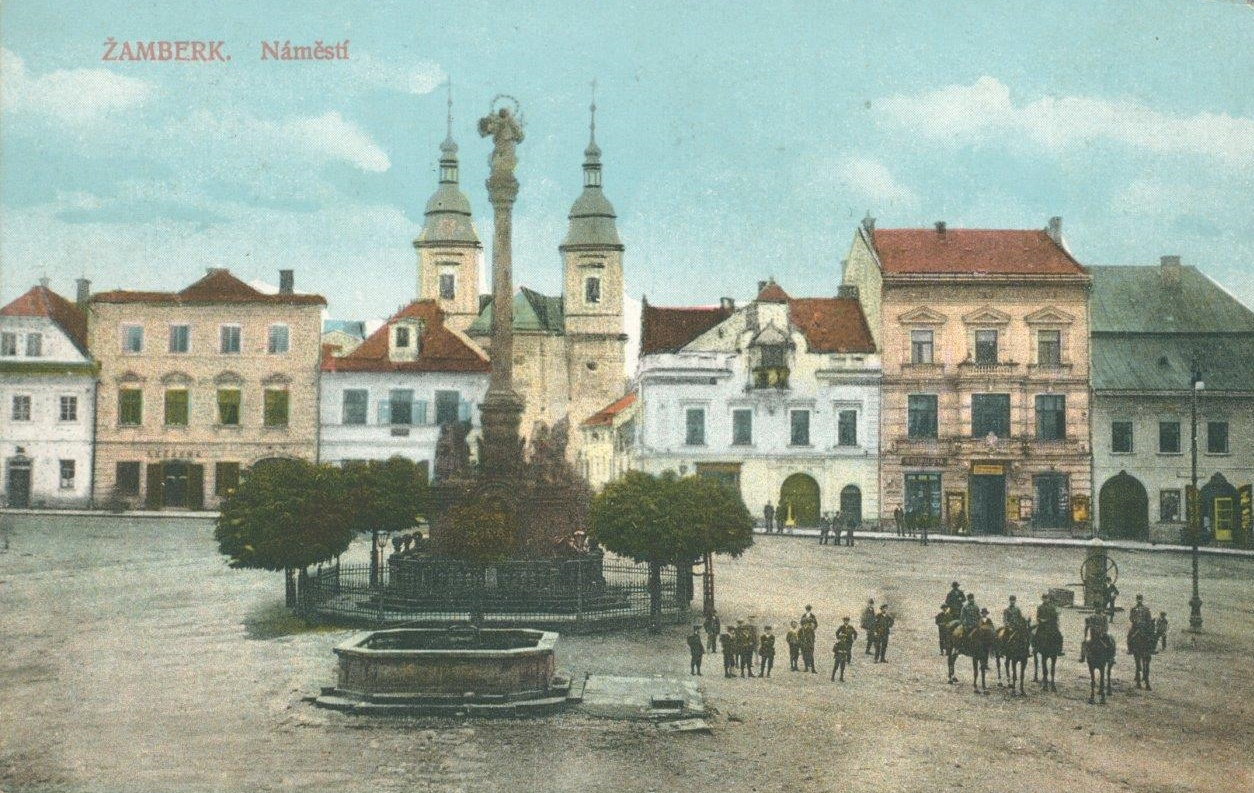
Náměstí s mariánským sloupem a radnicí, pohlednice kolem r. 1900
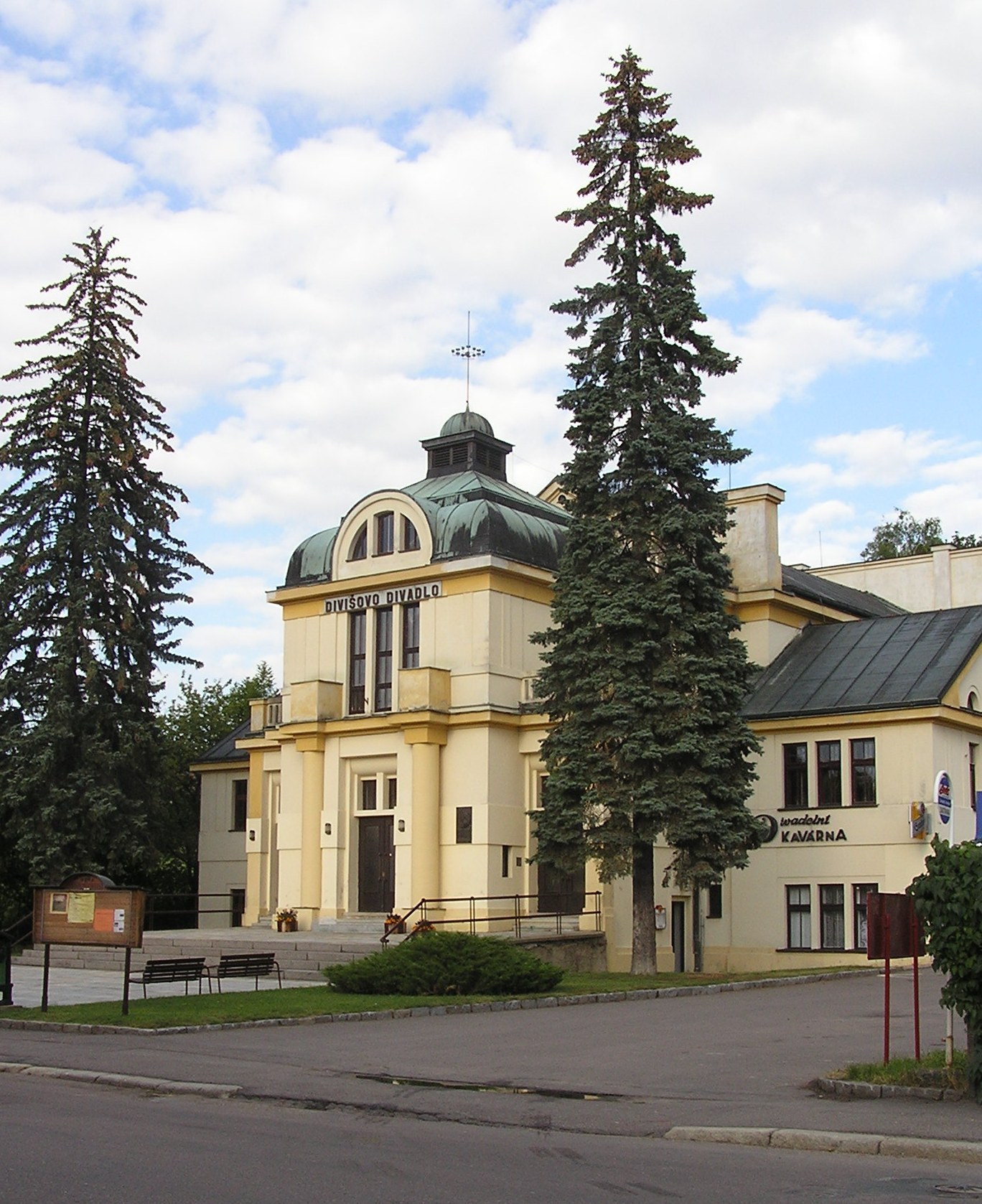
Divišovo divadlo
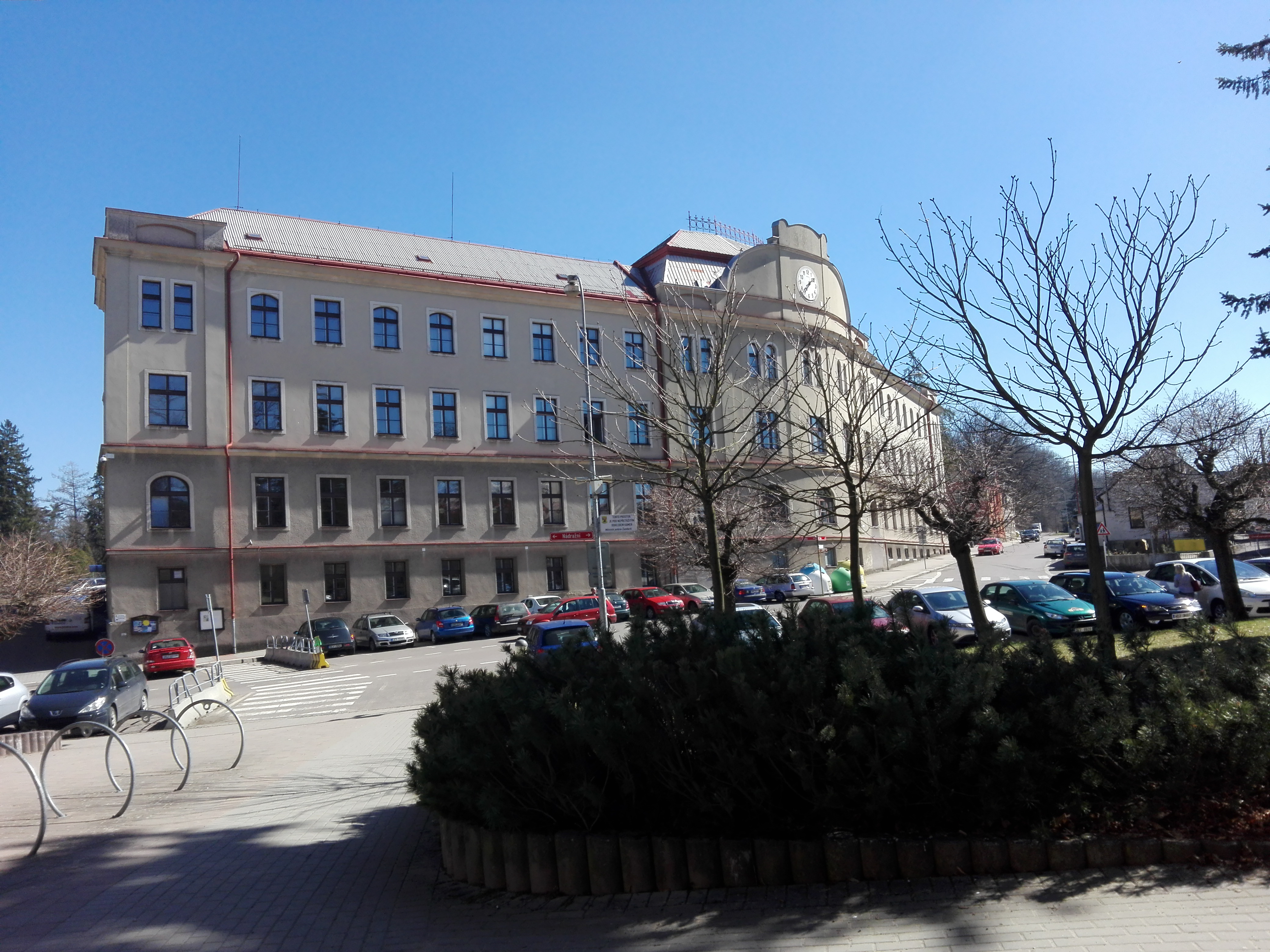
Budova bývalého Okresního soudu, dnes Základní škola 28. října 581
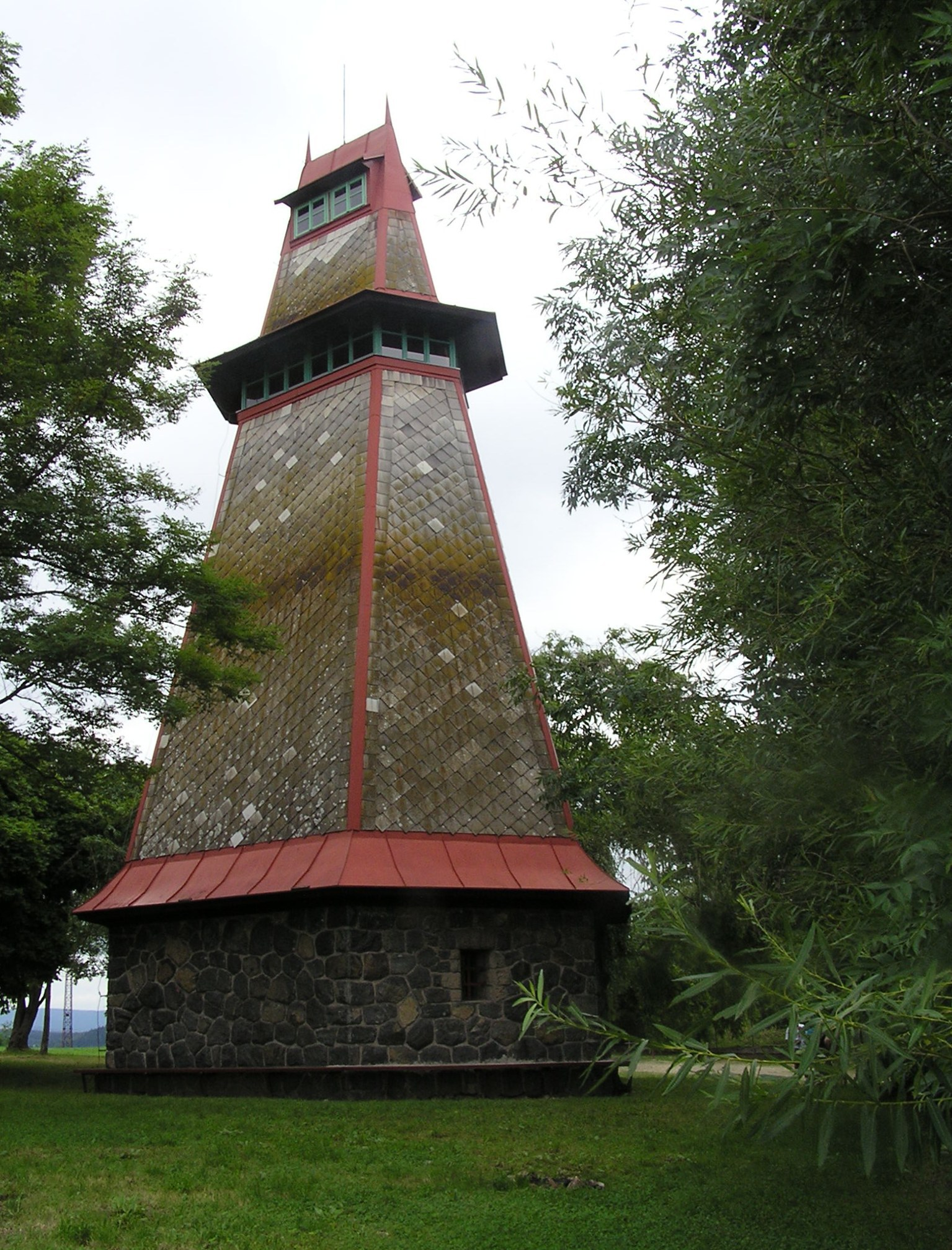
Tyršova rozhledna na vrchu Rozálka
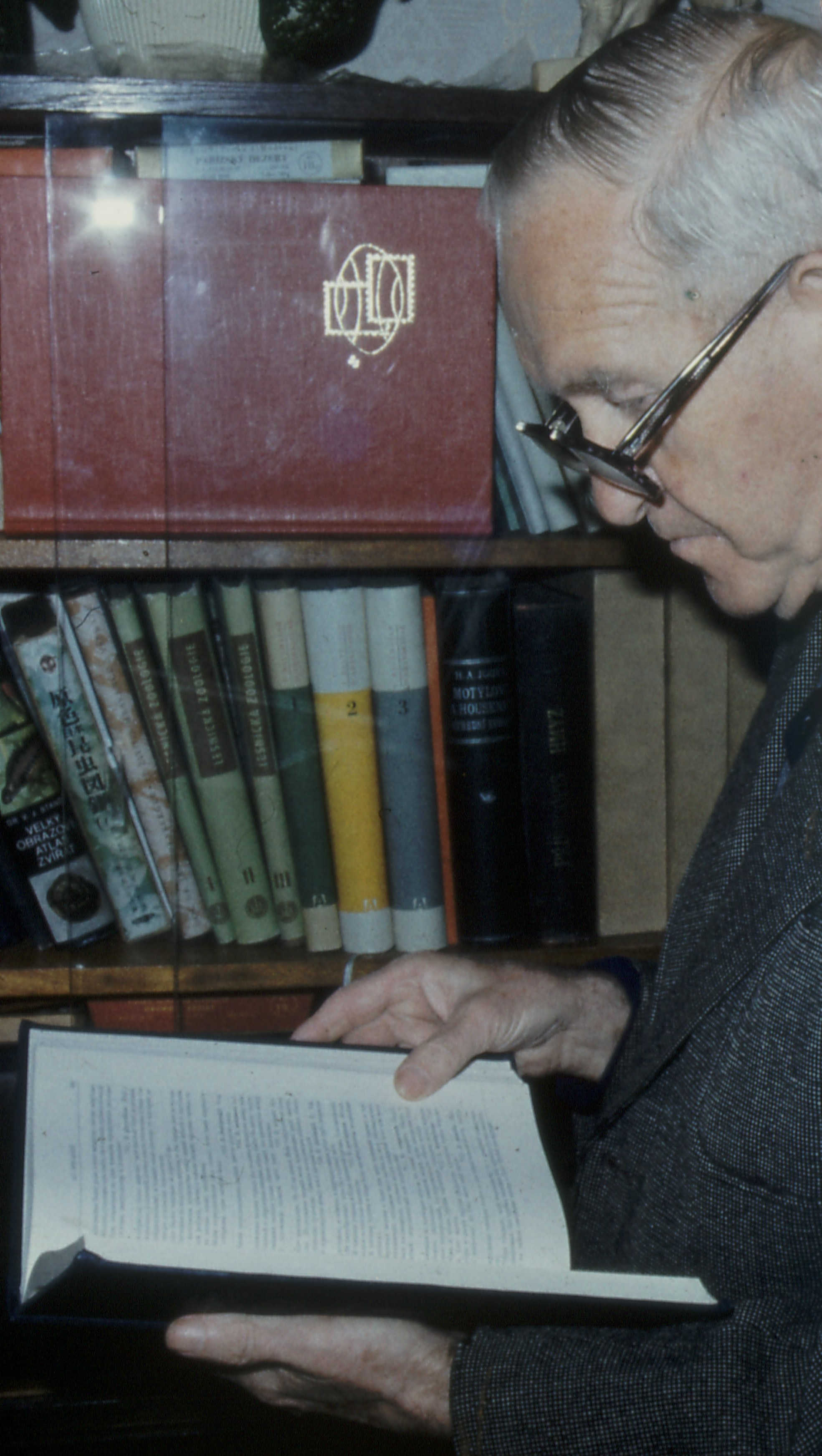
Oldřich Marek
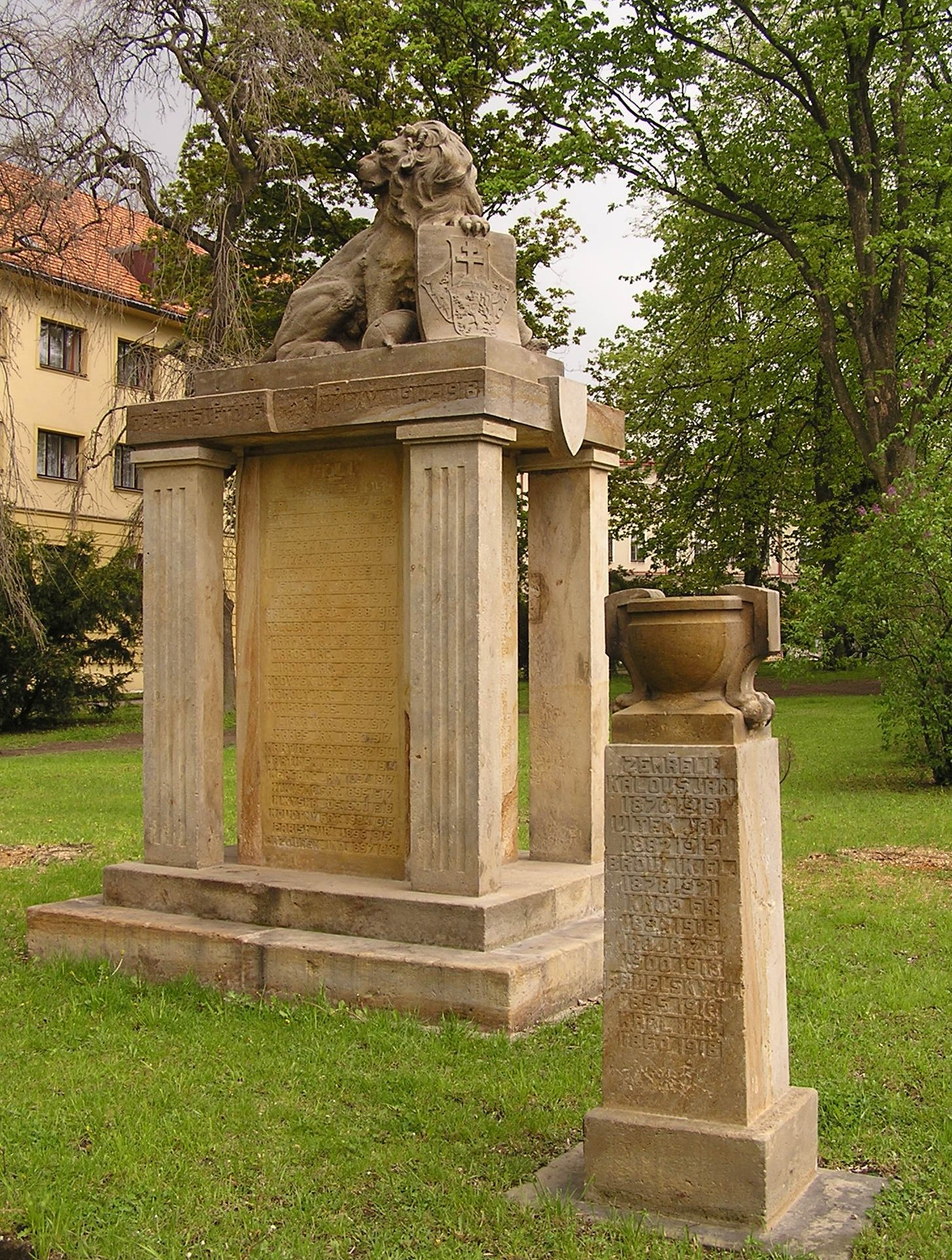
Pomník obětem I. světové války
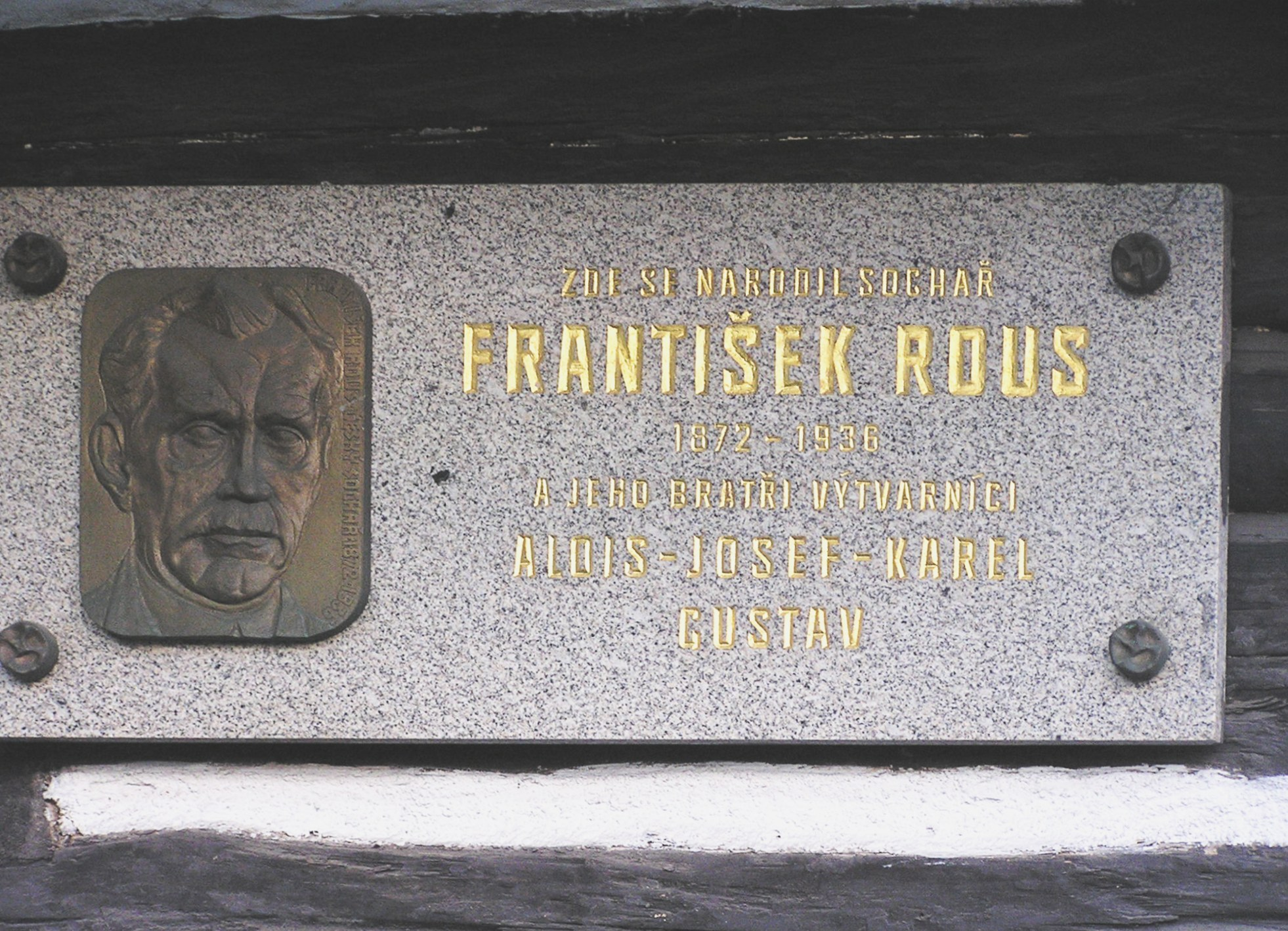
Pamětní deska na domku Františka Rouse
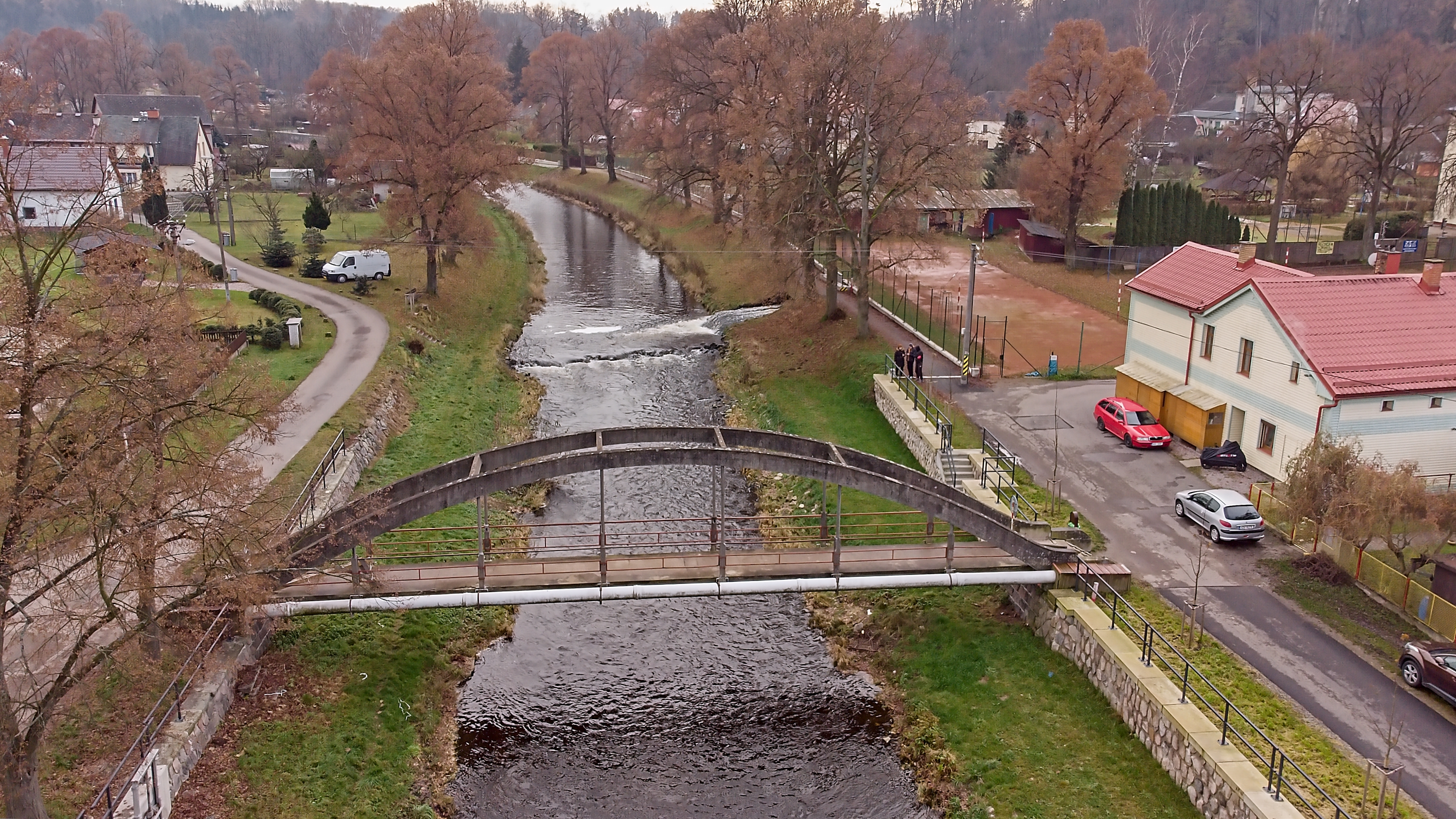
Betonová lávka u Sokolovny